# 접합 (생물학)

접합의 과정 그림

개체의 접합(接合, Bacterial conjugation)은 무성생식의 이분열과 마찬가지로, 특별한 생식세포를 분화하지 않고 모세포가 그대로 배우자의 성질을 띠고 행동하는 경우로, 접합(좁은 의미)이라고도 한다. 접합은 자주 박테리아 단위의 유성생식 혹은 짝짓기라고 잘못 간주된다.

## 접합의 예

### 세균의 접합
세균의 접합에서는 성 선모(sex pili)가 유전 물질 교환을 위해 사용된다.

### 자낭균류에서의 접합
자낭균류 중에서도 단세포인 효모균에서 개체접합을 볼 수 있는데, 이때 양세포가 융합해 버리는 것, 내용물이 한쪽에서 다른 쪽으로 옮겨가는 것 등 종류에 따라 여러 가지 형태가 있다. 접합하는 세포는 생식 세포로서의 특별한 형태를 나타내게 되는데, 이것을 배우자낭이라 부를 수 있다. 난균류의 물곰팡이속에서는 이 배우자낭의 접합에 의한 유성 생식을 볼 수 있다.

### 녹조식물의 접합
접합조식물에는 단세포인 것과 실 모양으로 세포가 이어진 것이 있다. 예를 들어 단세포인 클로스테리움속에는 초승달 모양을 한 세포 중앙부에 핵이 있는데, 2개의 세포가 접근하면, 중앙부에서 세포질이 대롱 모양으로 뚫고 나와 접착, 접합함으로써 접합자를 이룬다. 한편, 실 모양의 것도 접합 방법은 원리적으로 같지만, 어떤 종류는 2개의 실이 서로 마주한 세포 사이에서 클로스테리움속과 유사한 접합이 행해져, 접합자는 2개의 실이 접착하는 중앙부에 생겨 각 세포가 마치 무릎이 접힌 것처럼 굽어진다.
또한, 녹조식물인 해캄(스피로지라속)에서는, 마주 대하는 세포 사이에 생긴 접합관을 통해서 세포 내용물이 한쪽에서 다른 쪽으로 이동하여, 이것을 받아들인 쪽의 세포 속에 접합자가 만들어진다.

## 발아
형성된 접합자는 얼마 동안 휴면한 후에 발아하는데, 모세포에서 나온 2개의 핵이 그 때까지 접합하지 않는 것도 있다고 한다. 그러나 핵상이 2n인 대부분의 접합자핵은 발아할 때 감수 분열을 하여 핵상이 n인 4개의 핵이 만들어지는데, 이때 4개의 어린 식물이 생기는 것, 2개는 퇴화하고 2개의 어린 식물이 생기는 것(클로스테리움속) 3개가 퇴화하여 1개의 어린 식물이 생기는 것(스피로지라속) 등의 분류가 가능하다.

## 같이 보기
- 선모(pilus)
- 형질전환(transformation)
- 형질도입(transduction)
- 형질주입(transfection)